# Prodănești, Florești
Prodănești este satul de reședință al comunei cu același nume  din raionul Florești, Republica Moldova. Este situat pe malurile râului Răut.
Inițial, satul se numea Prodăneștii Noi, pentru a-l deosebi de Prodăneștii Vechi.

## Demografie

### Structura etnică
Structura etnică a satului conform recensământului populației din 2004:
| Grup etnic       | Populație | % Procentaj |
| ---------------- | --------- | ----------- |
| Ucraineni        | 668       | 60,78%      |
| Moldoveni/Români | 404       | 36,76%      |
| Ruși             | 17        | 1,55%       |
| Țigani           | 3         | 0,27%       |
| Bulgari          | 3         | 0,27%       |
| Alții            | 4         | 0,36%       |
| Total            | 1.099     | 100%        |

## Galerie de imagini

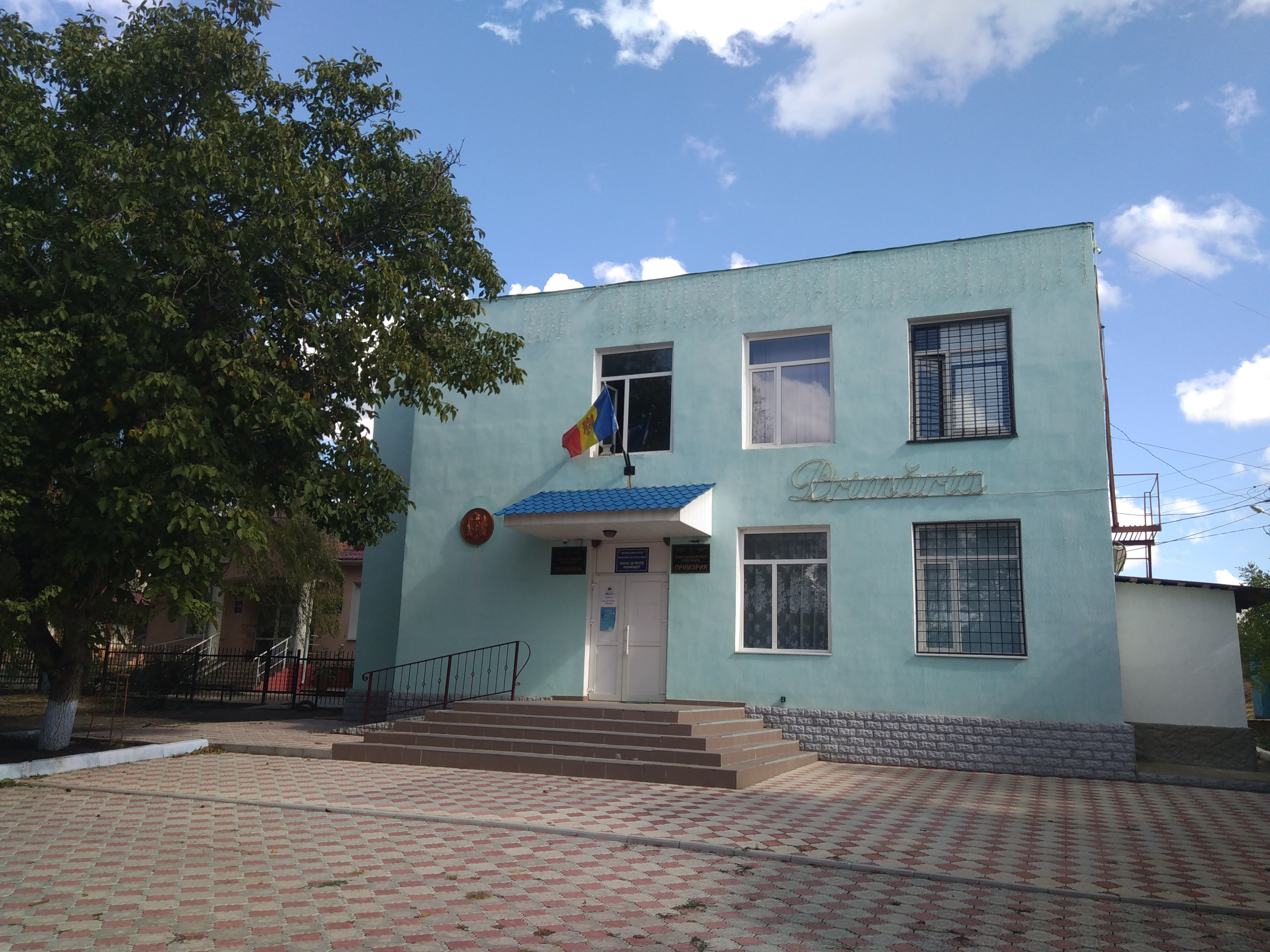
Primăria
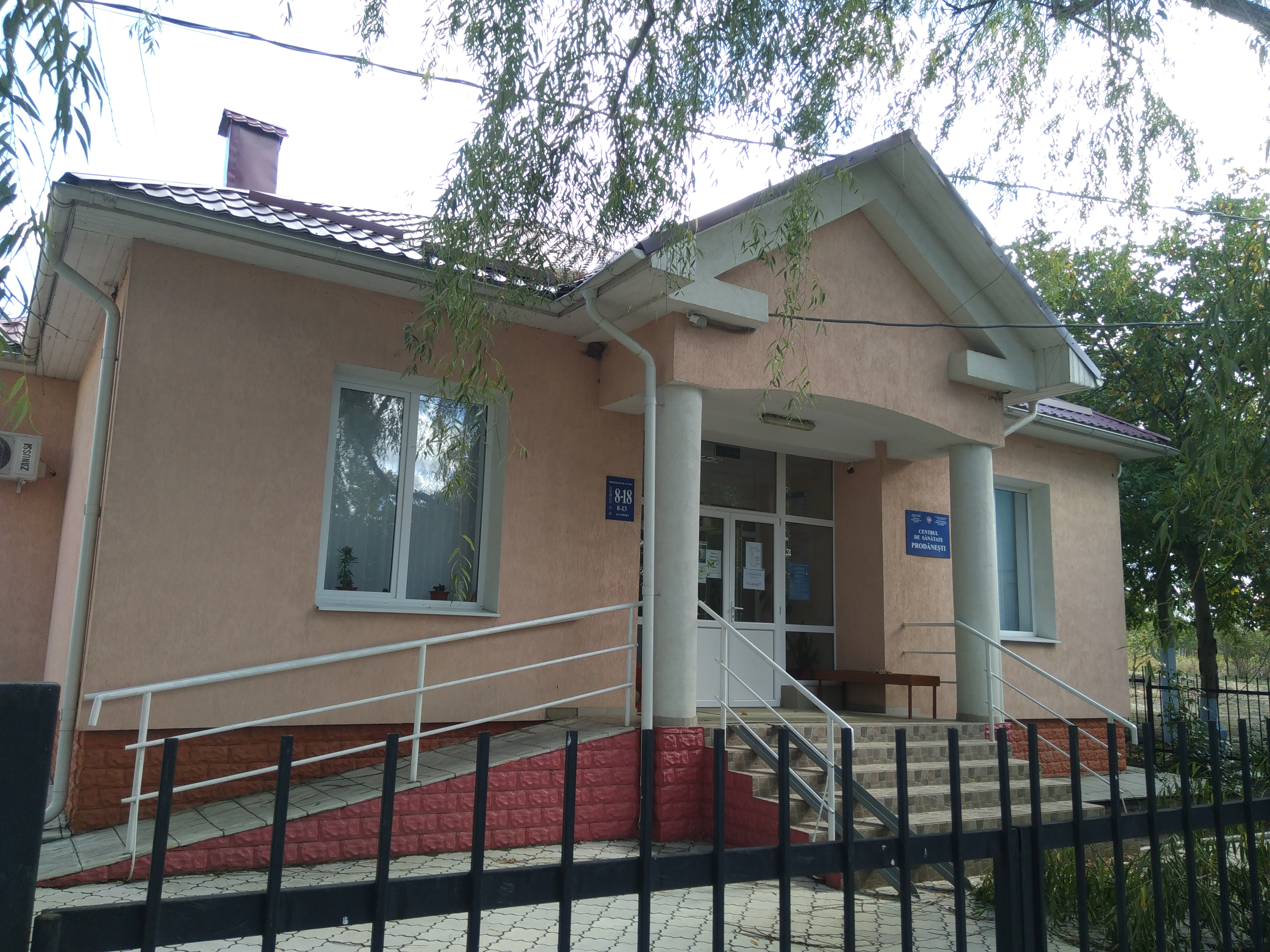
Centrul de sănătate
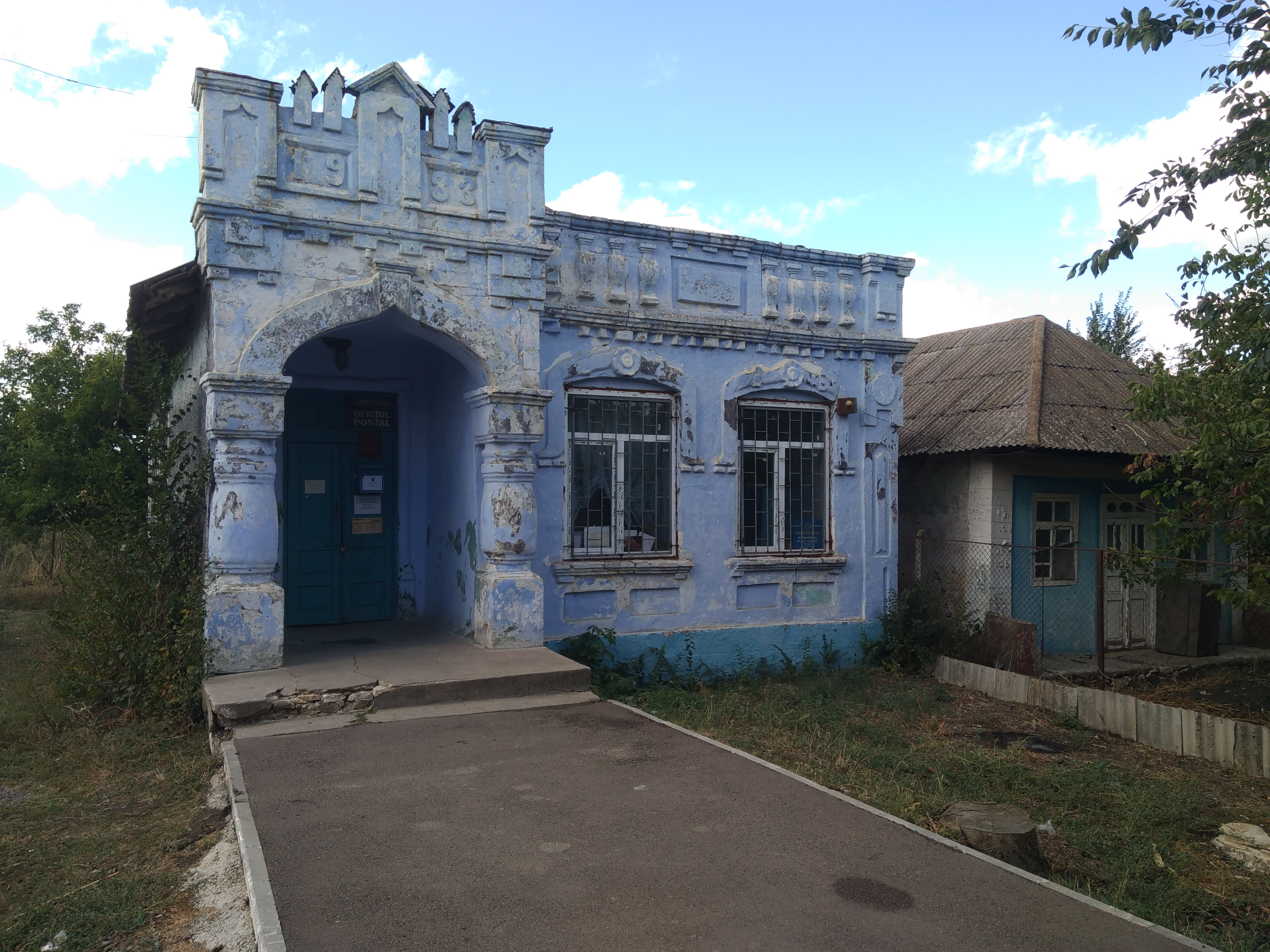
Oficiul poștal
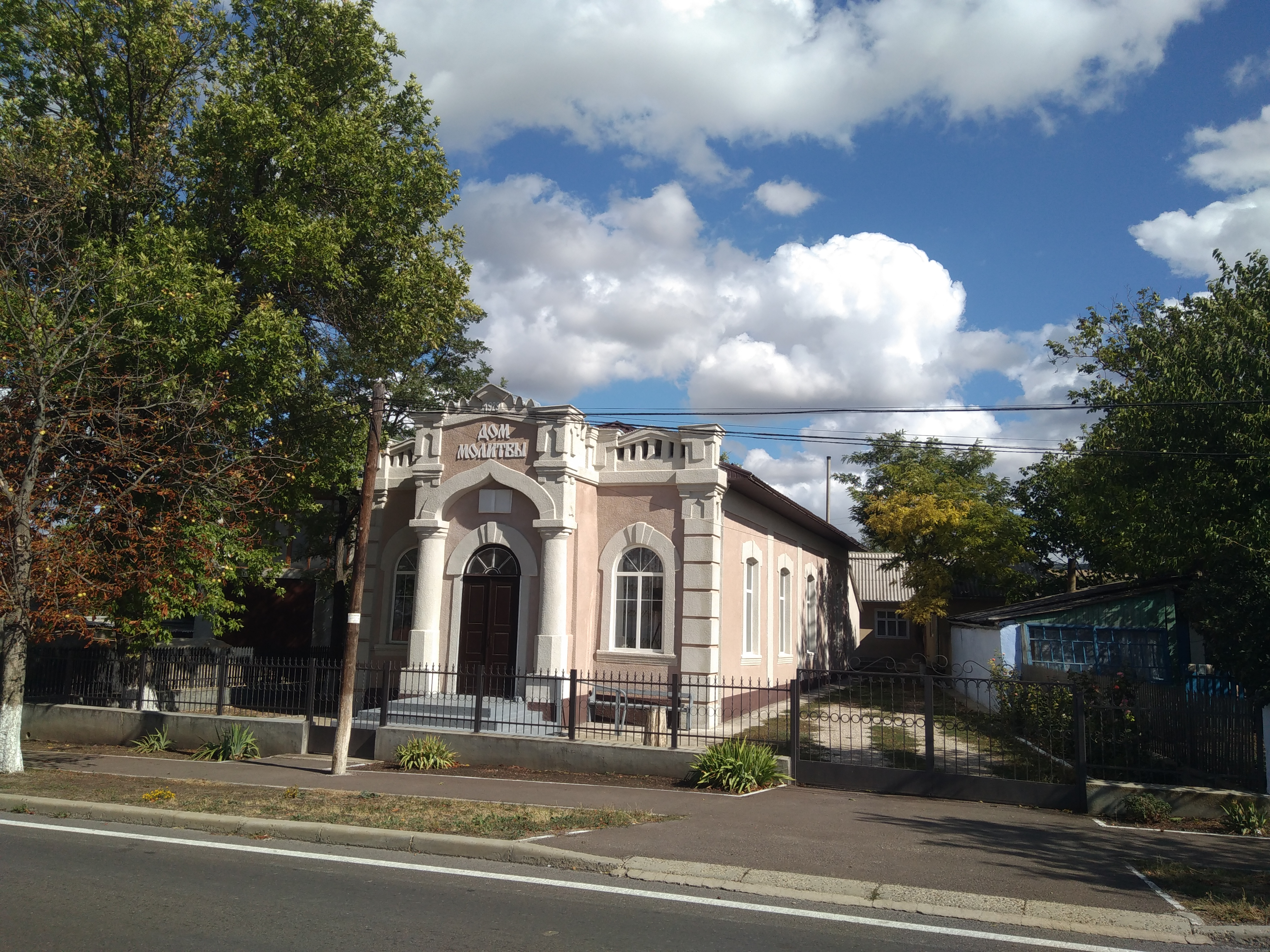
Casă de rugăciune
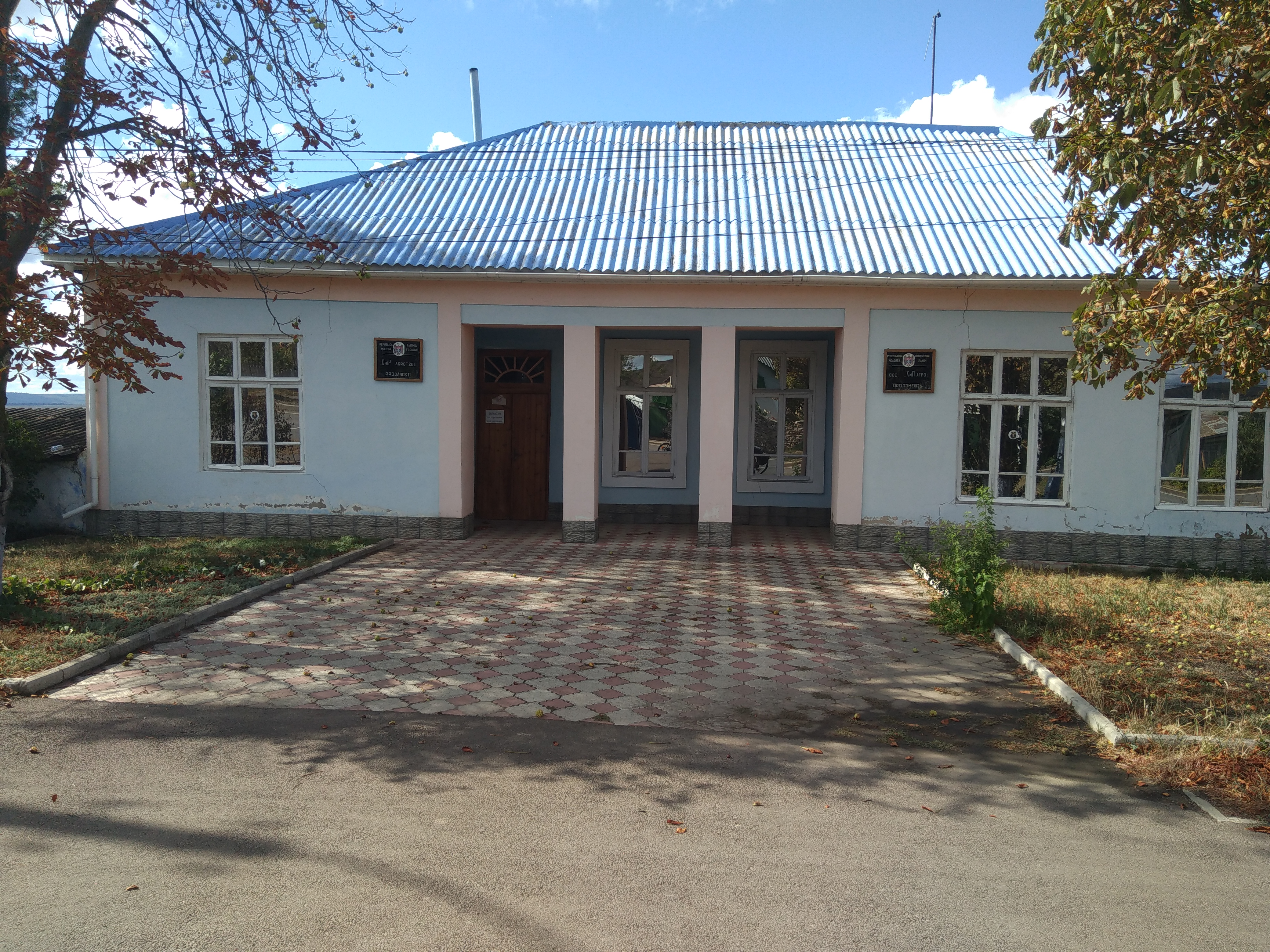
O întreprindere
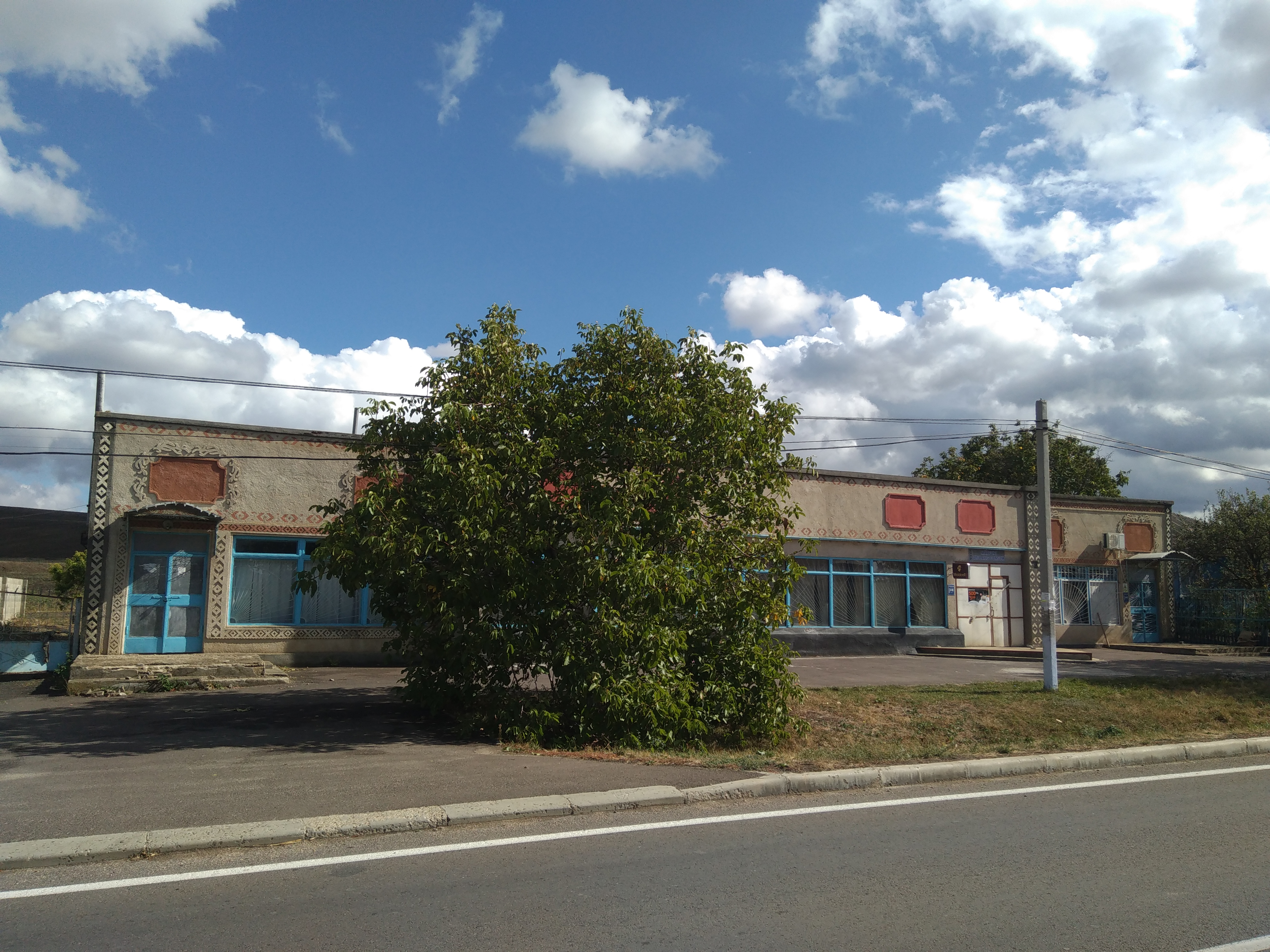
Magazin